# هانس بوتسک
هانس بوتسک (انگلیسی: Hans Buzek؛ زادهٔ ۲۲ مهٔ ۱۹۳۸) بازیکن فوتبال اهل اتریش بود.
از باشگاه‌هایی که در آن بازی کرده‌است می‌توان به باشگاه فوتبال فرست وینا، باشگاه فوتبال راپید وین، و باشگاه فوتبال آستریا وین اشاره کرد.
وی همچنین در تیم ملی فوتبال اتریش بازی کرده‌است.